# دونكان باسباي
دونكان باسباي (بالإنجليزية: Duncan Busby) هو نبال بريطاني، ولد في 17 ديسمبر 1983.

## روابط خارجية
- دونكان باسباي على موقع اتحاد ألعاب الكومنولث (مؤرشف) (الإنجليزية)